# Kingsdon
Kingsdon is een civil parish in het bestuurlijke gebied South Somerset, in het Engelse graafschap Somerset met 303 inwoners.